# Aulorhynchidae
Aulorhynchidae – rodzina ryb ciernikokształtnych (Gasterosteiformes).

## Występowanie
W skład rodziny wchodzi jeden mono-gatunkowy rodzaj żyjący w płytkich wodach morskich wzdłuż zachodniego wybrzeża Ameryki Północnej.

## Cechy charakterystyczne
Ryby fizycznie przypominają cierniki, ale są nieco cieńsze i dłuższe.  Posiadają około piętnastu małych kolców przed płetwą grzbietową. Podobnie jak cierniki, żywią się małymi bezkręgowcami i larwami ryb.. Podobnie jak cierniki produkują lepką wydzielinę, której używają do wiązania materiału roślinnego tworząc gniazda. W gniazdach przy pomocy wydzieliny przytwierdzają swoje jaja.

## Klasyfikacja
Monotypowy rodzaj zaliczany do rodziny:
- Aulorhynchus